# Rață de copac mică
Rață de copac mică (Dendrocygna javanica) este o specie de rață de copac care se reproduce în subcontinentul indian și în Asia de Sud-Est. Sunt hrănitori nocturni care în timpul zilei pot fi găsiți în stoluri în jurul lacurilor și al orezăriilor umede. Se pot cocoța în copaci și uneori își construiesc cuibul în scobitura unui copac.

## Distribuție și habitat
Aceasta este o specie în mare parte rezidentă, distribuită pe scară largă în zonele umede de câmpie din subcontinentul indian și Asia de Sud-Est. Specia este prezentă și pe insulele din regiune, inclusiv Andamans, Nicobars și Maldive. Uneori se deplasează local ca răspuns la condițiile meteorologice și la schimbările în disponibilitatea apei, iar păsările mai nordice iernează mai la sud. Se întâlnesc în zonele umede de apă dulce cu o bună acoperire vegetală și deseori se odihnesc în timpul zilei pe maluri sau chiar în largul mării în zonele de coastă.
Un număr mare de exemplare se găsește uneori în zonele umede urbane, cum ar fi în Kolkata și Goa, în special în timpul iernii. În Grădina Zoologică Alipore, exemplarele captive au fost introduse în anii 1930, iar păsările sălbatice s-au alăturat ulterior acestui nucleu.
Cu o arie de distribuție largă, cuprinsă între 1 și 10 milioane km², se consideră că populația lor globală este sigură și se situează între două și douăzeci de milioane de indivizi. Nu sunt amenințate de vânătoare, deoarece nu sunt considerate bune de mâncat. Cu toate acestea, se știe că vânătorii din Assam cresc rățuștele pentru a le folosi ca momeală vie.

## Galerie

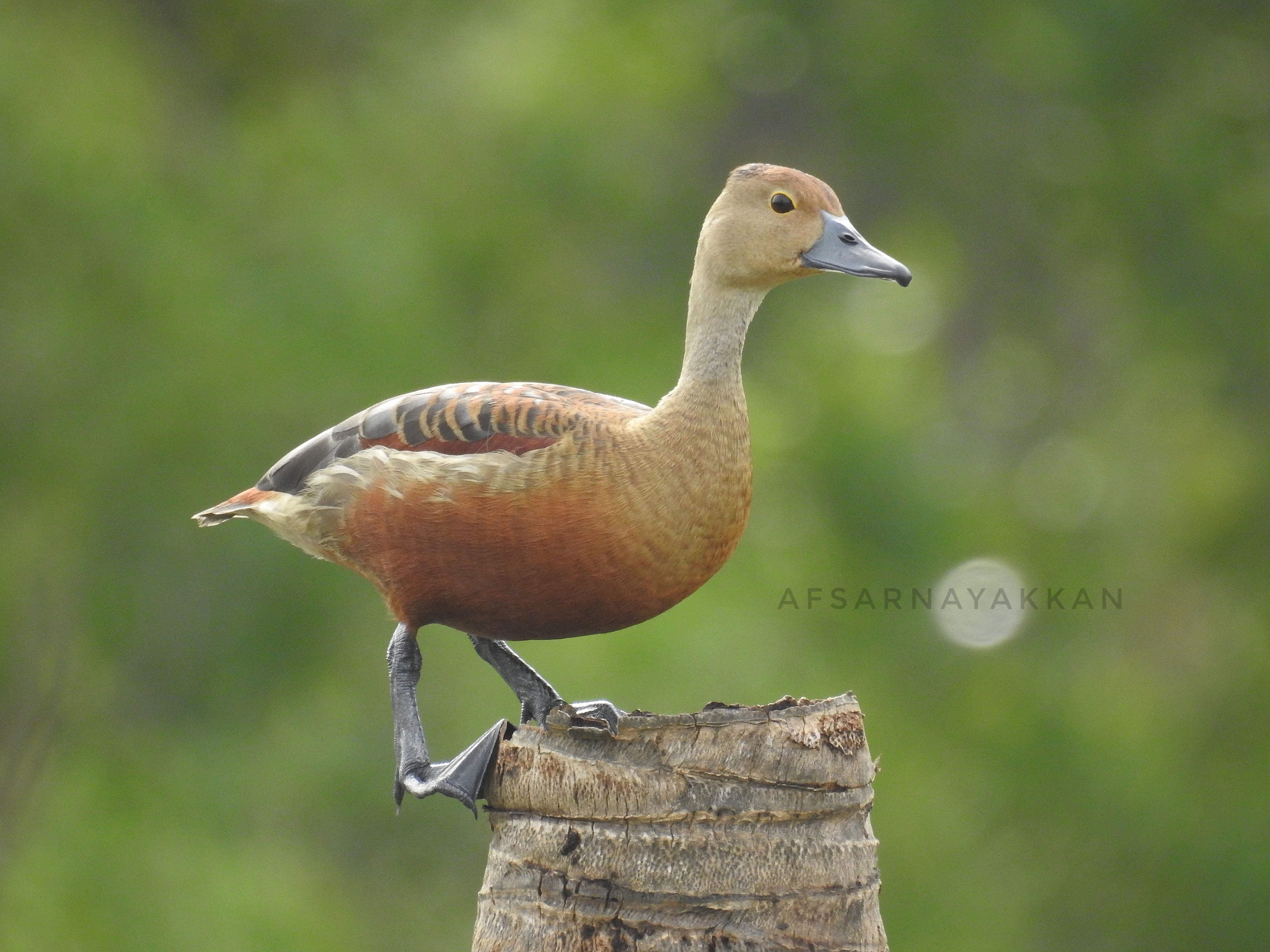
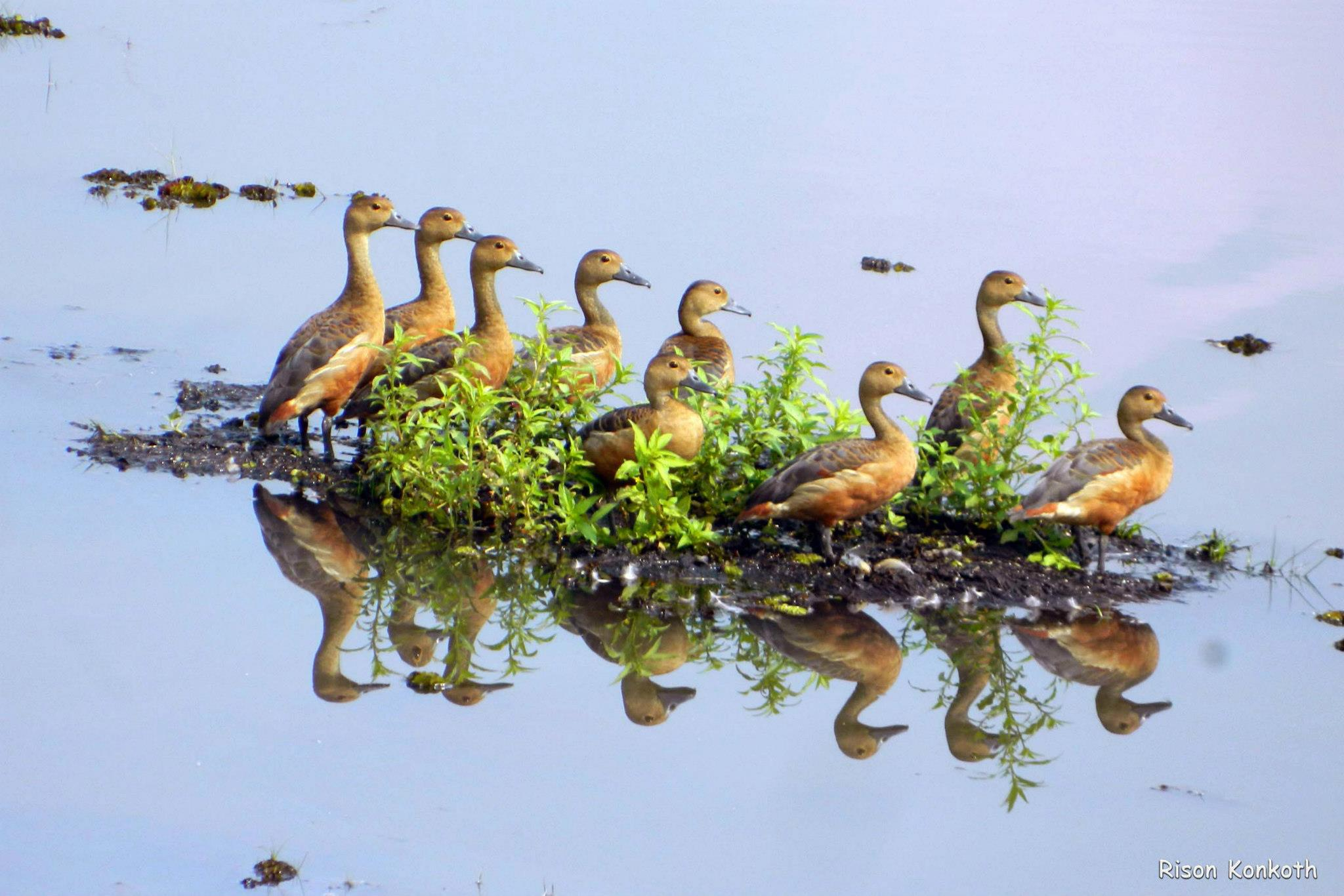
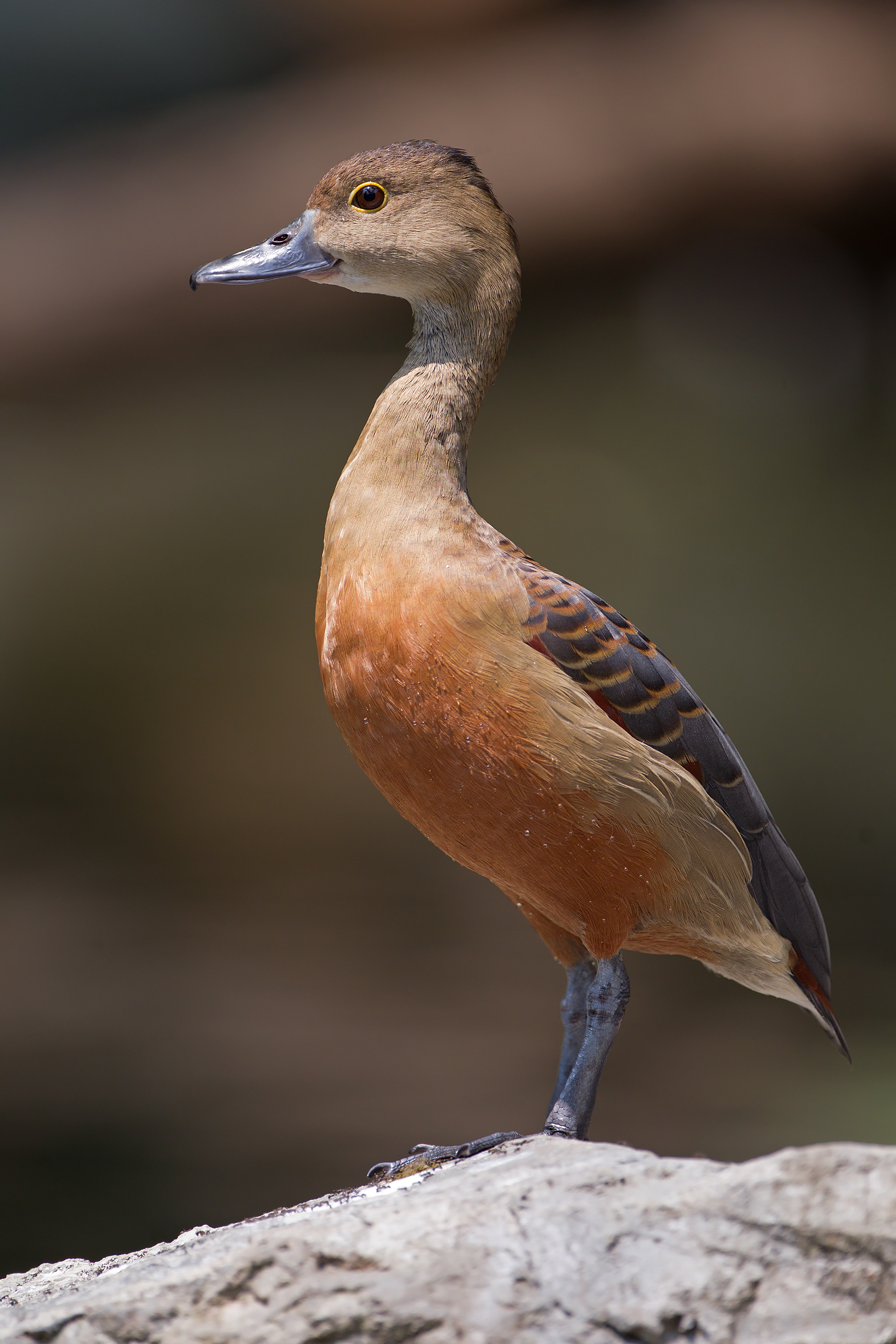
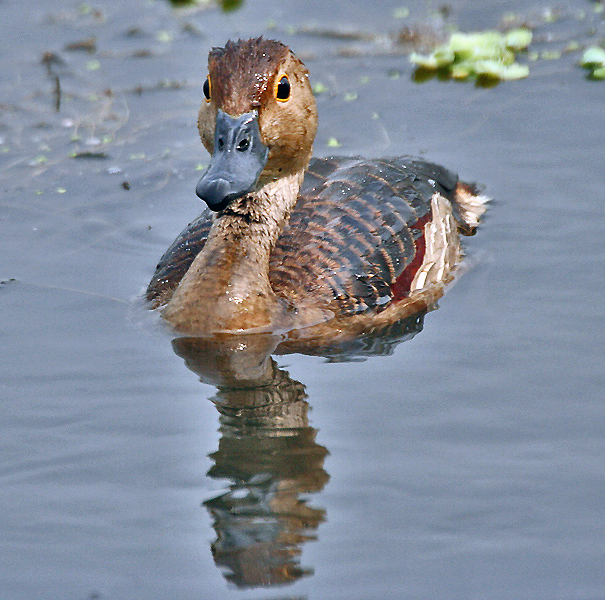
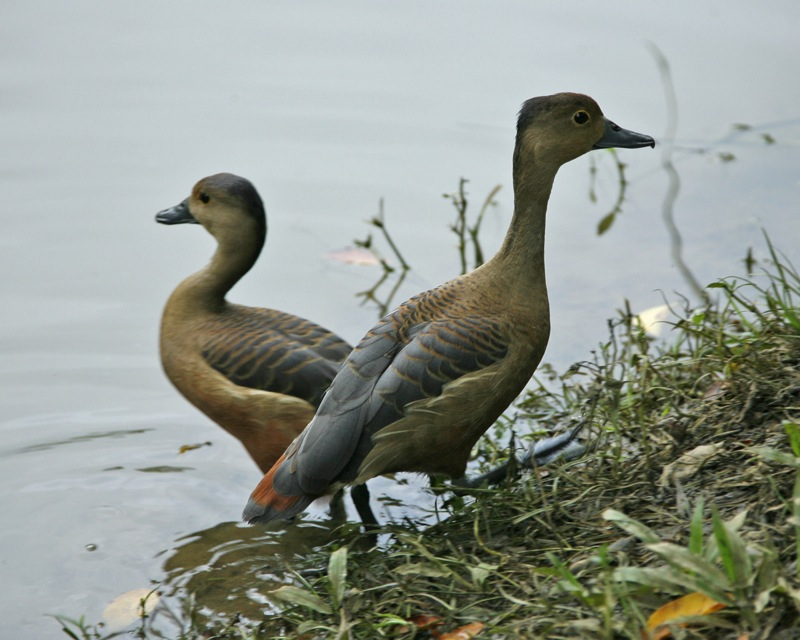
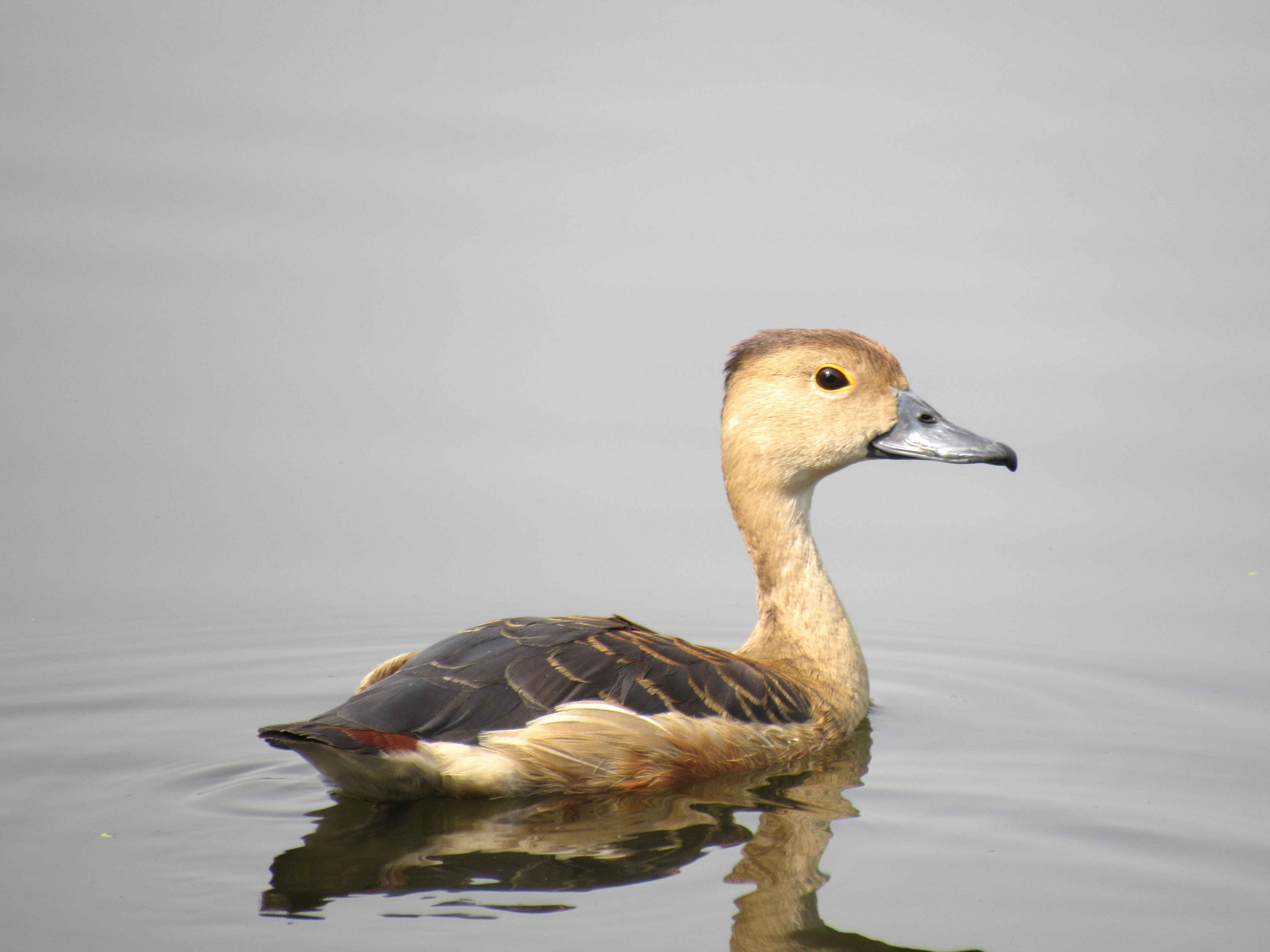
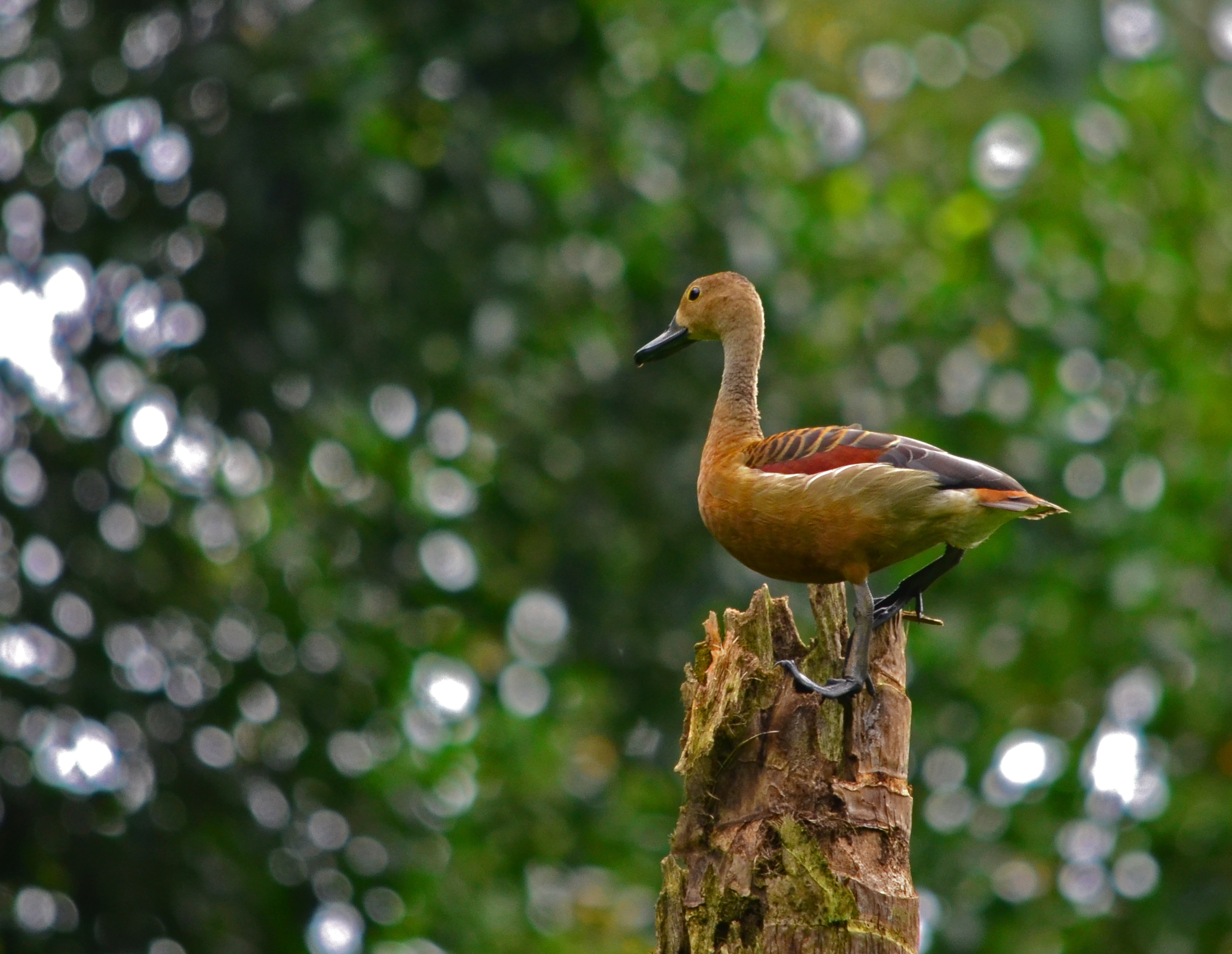
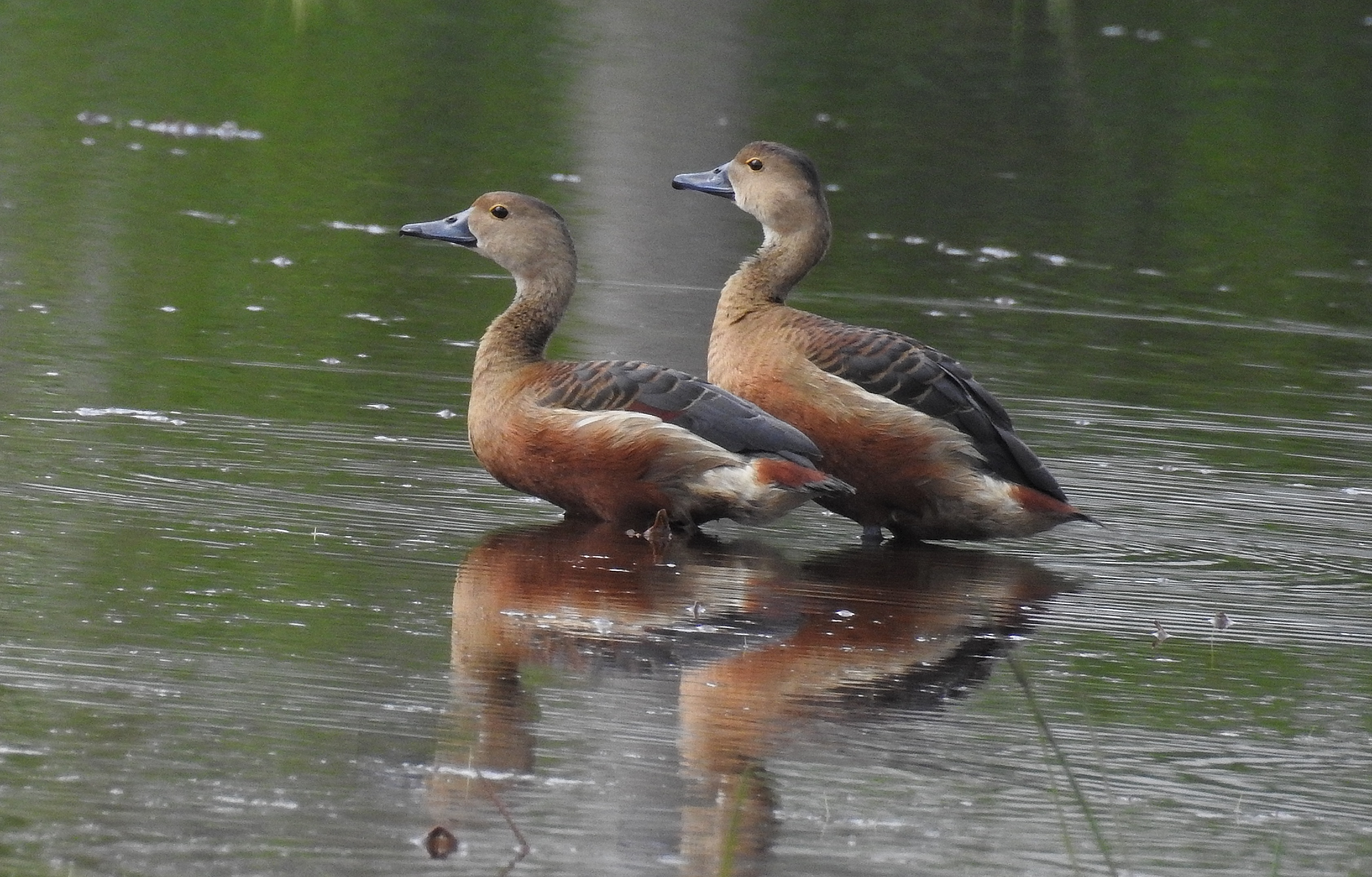